# محوطه گاوز
محوطه گاوز مربوط به عصر مفرغ ـ دوره تاریخی است و در شهرستان ایلام، بخش مرکزی، دهستان میش خاص، روستای گاوز واقع شده است. این اثر در تاریخ ۳۰ دی ۱۳۸۵ با شمارهٔ ثبت ۱۶۹۴۸ به عنوان یکی از آثار ملی ایران به ثبت رسیده است.